# Anamarija Brajdić
Anamarija Brajdić (* 3. Februar 1987 in Rijeka) ist eine kroatische Biathletin.
Anamarija Brajdić ist Studentin. Sie lebt und trainiert in Delnice und startet für den Verein Jarun. Die von Georgi Petrov Fartunov trainierte Athletin betreibt seit 2003 Biathlon und gehört seitdem auch dem Nationalkader Kroatiens an. Schon in ihrem ersten Jahr bestritt sie im Rahmen des Junioren-Europacups ihre ersten internationalen Rennen. Höhepunkt der ersten Saison wurde die Teilnahmen an den Junioren-Weltmeisterschaften 2004 in der Haute-Maurienne. Beste Resultate wurden Rang 54 im Einzel und Elf in der Staffel. Ein Jahr später erreichte er bei der Junioren-WM in Kontiolahti als beste Ergebnisse Platz 28 im Sprint und sieben mit der Staffel. Ein drittes Mal trat Brajdić 2006 in Presque Isle bei einer Junioren-WM an, wo sie als Elftplatzierte im Einzel knapp ein Top-Ten-Resultat verpasste und wurde zudem 28. im Sprint, 32. in der Verfolgung und Neunte im Staffelrennen. Leicht schlechter waren die Ergebnisse bei der Junioren-Europameisterschaft mit Platz 19 im Einzel als bestem Resultat.
Bei den Frauen debütierte Brajdić zu Beginn der Europacup-Saison 2004/05 bei einem Sprint in Langdorf, wo sie als 27. auch sofort erste Punkte gewann. Noch in derselben Saison startete die Kroatin in Oberhof auch erstmals im Weltcup und erreichte im Sprint den 82. Platz. In der Folgezeit platzierte sie sich zumeist in den Bereichen zwischen 80 und 100. In Hochfilzen startete sie erstmals bei den Biathlon-Weltmeisterschaften. Im Einzel lief sie auf den 92., im Sprint auf den 94. Platz. Zwischen 2006 und 2008 nahm Brajdić nicht an bedeutenden internationalen Wettbewerben teil, gab ab 2008 ihr Comeback im Europacup, seit 2009 im Weltcup. Saisonhöhepunkt wurde die zweite Teilnahme an den Biathlon-Weltmeisterschaften, die im Südkoreanischen Pyeongchang, wo die Kroatin in drei Rennen eingesetzt wurde. Im Sprint lief sie auf den 101. Platz, Im Einzel wurde sie 80. und 22. mit Andrijana Stipaničić, Marina Kovačec und Vivijana Papić in der Staffel.

## Weltcupstatistik
Die Tabelle zeigt alle Platzierungen (je nach Austragungsjahr einschließlich Olympische Spiele und Weltmeisterschaften).
- 1.–3. Platz: Anzahl der Podiumsplatzierungen
- Top 10: Anzahl der Platzierungen unter den ersten zehn (einschließlich Podium)
- Punkteränge: Anzahl der Platzierungen innerhalb der Punkteränge (einschließlich Podium und Top 10)
- Starts: Anzahl gelaufener Rennen in der jeweiligen Disziplin
- Staffel: inklusive Mixed- und Single-Mixed-Staffeln

| Platzierung                      | Einzel | Sprint | Verfolgung | Massenstart | Staffel | Gesamt |
| -------------------------------- | ------ | ------ | ---------- | ----------- | ------- | ------ |
| 1. Platz                         |        |        |            |             |         |        |
| 2. Platz                         |        |        |            |             |         |        |
| 3. Platz                         |        |        |            |             |         |        |
| Top 10                           |        |        |            |             |         |        |
| Punkteränge                      |        |        |            |             | 3       | 3      |
| Starts                           | 8      | 21     |            |             | 3       | 32     |
| Stand: nach der Saison 2009/2010 |        |        |            |             |         |        |